# City 2

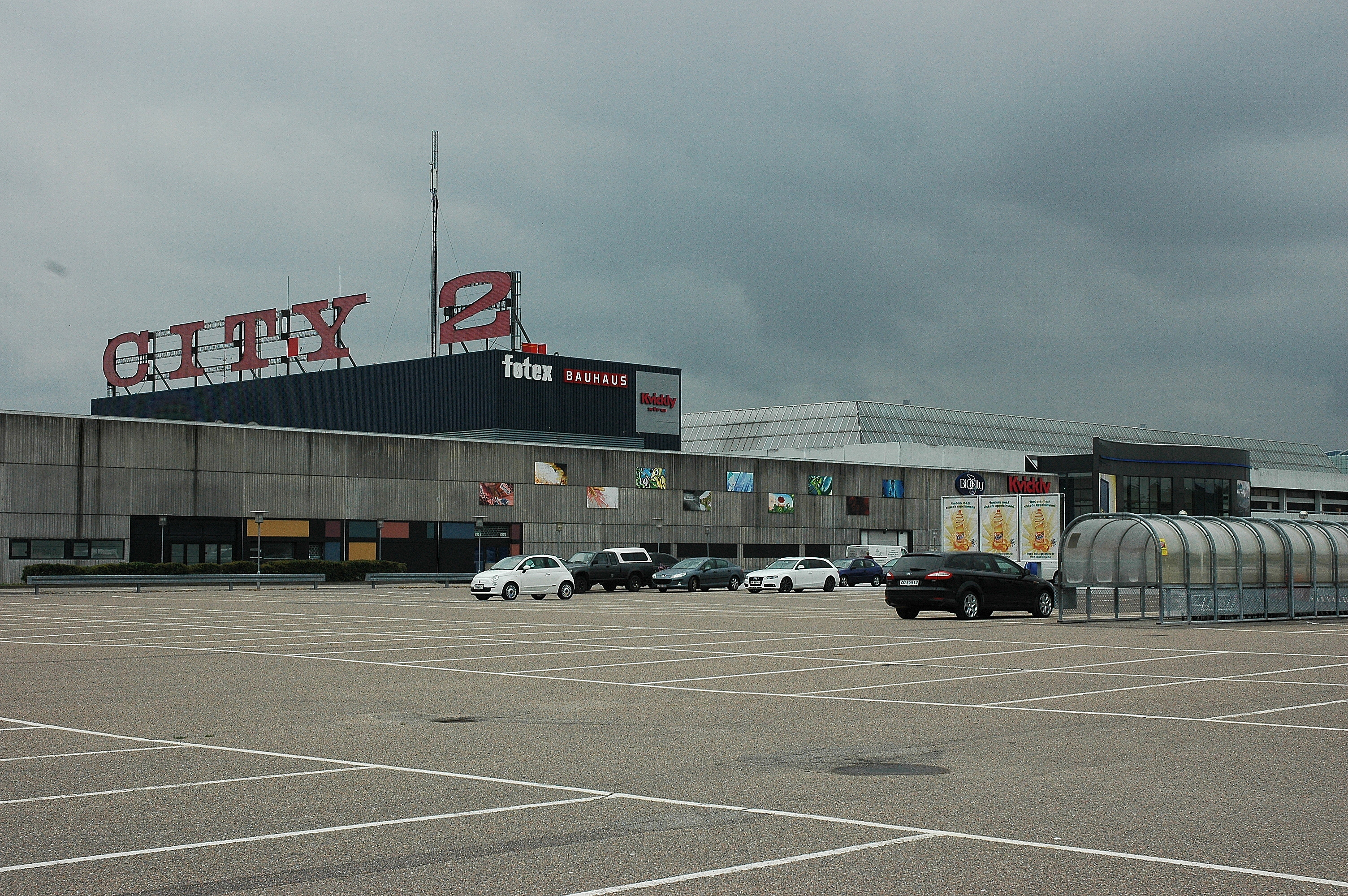
Exteriör

City 2 är ett köpcentrum i Høje Taastrup utanför Köpenhamn i Danmark, omkring 20 km från centrala Köpenhamn. Det är ytmässigt det näst största köpcentrumet i Danmark (efter Field's), och räknat i antal butiker det sjätte största.